# Экзиларх
Экзиларх, эксила́рх (эллинизированная калька с арамейского ריש גלותא‎, Рейш-галута, букв. «глава изгнанных») — титул светских лидеров вавилонских евреев. В греческой культуре использовался также термин эхмалота́рх (от др.-греч. αἰχμάλωτος, «пленник», и ἀρχά, «управление»; букв. «глава пленённых»).
Пост эксиларха просуществовал до XII в. По еврейской традиции человек, занимающий пост, должен был быть прямым потомком царя Давида. Община почитала эксиларха и как своего руководителя, и как высшего представителя официальной власти.